# Cyanocitta
Genre
Le genre Cyanocitta comprend deux espèces de geais bleus qui utilisent de la boue pour construire leurs nids. Elles présentent toutes deux des ailes et des queues barrées, caractéristiques n'existant chez aucun autre geai nord-américain. Malgré d'importantes différences de coloration, ce sont des oiseaux étroitement apparentés de taille moyenne, arborant une huppe et présentant des distributions complémentaires. Là où elles se chevauchent, des cas d'hybridation ont été observés.

## Liste des espèces
D'après la classification de référence du Congrès ornithologique international (ordre phylogénique) :
- Geai bleu — Cyanocitta cristata (Linnaeus, 1758) ;
- Geai de Steller — Cyanocitta stelleri (J.F. Gmelin, 1788).

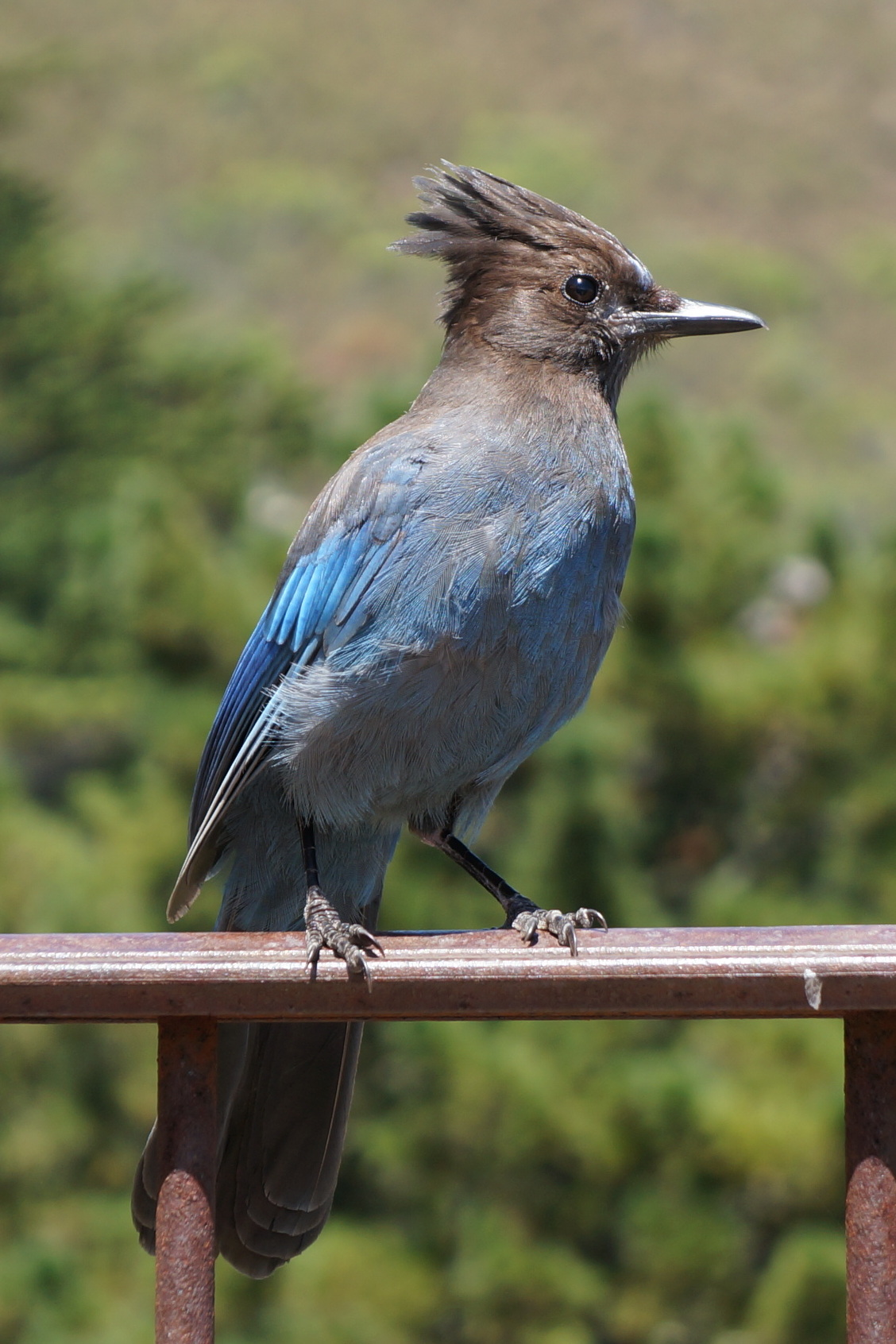
Cyanocitta stelleri.
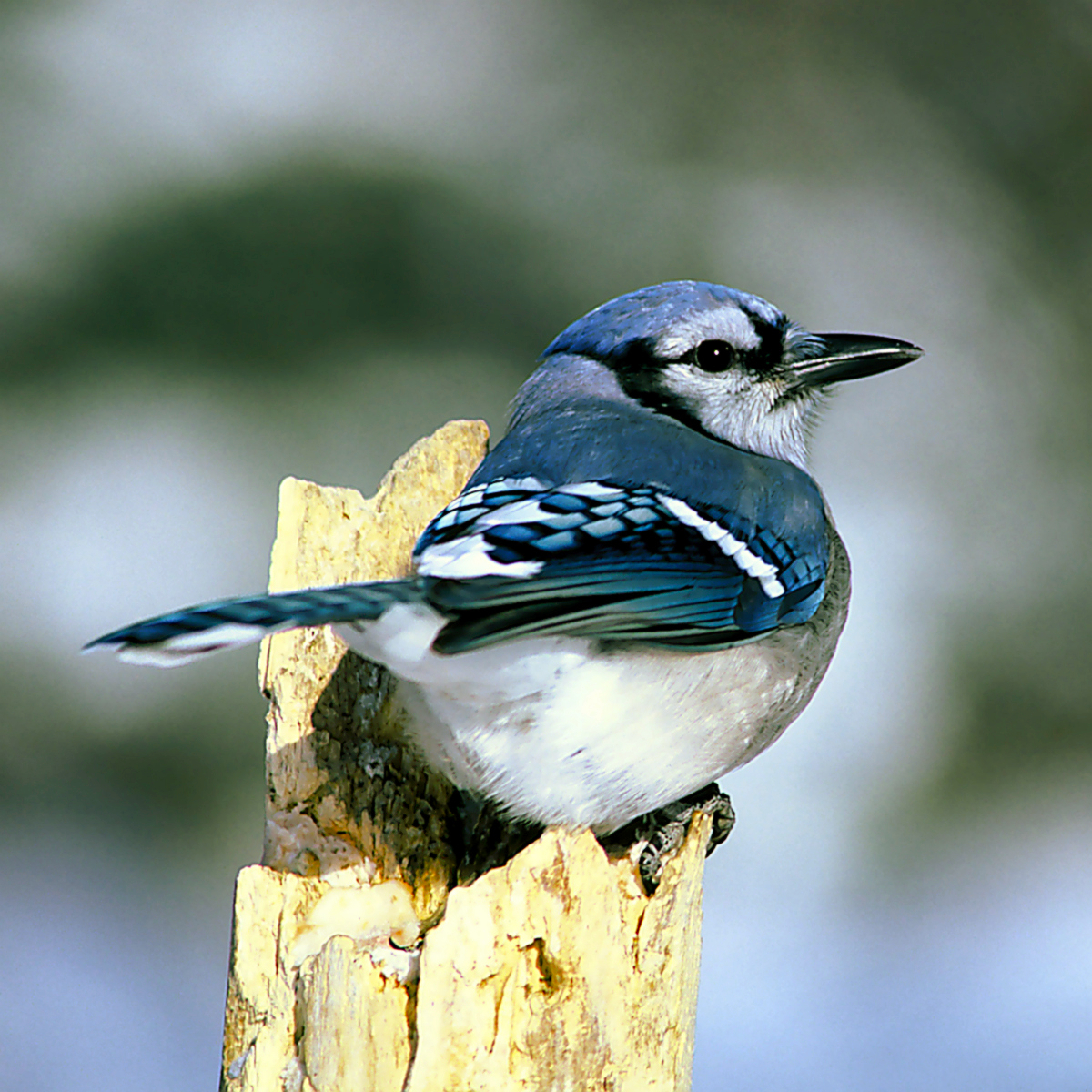
Cyanocitta cristata.